# Exocentrus stierlini
Exocentrus stierlini es una especie de escarabajo longicornio del género Exocentrus, subfamilia Lamiinae. Fue descrita científicamente por Ganglbauer en 1883.
Se distribuye por Alemania, Austria, Bosnia y Herzegovina, Croacia, Hungría, Mongolia, Polonia, Rumania, Rusia europea, Siberia, Eslovaquia, Chequia, Ucrania y Yugoslavia. Mide 3,9-6 milímetros de longitud. El período de vuelo ocurre en los meses de junio, julio y agosto.